# Cantó de Lió-XIV
El cantó de Lió-XIV és un antic cantó francès del departament del Roine, situat al districte de Lió. Compta part del municipi de Lió.

## Municipis
- Comprèn la part oriental del 8è districte de Lió limitat a l'oest per la rue del Professeur Sisley, l'avinguda dels Frères Lumière, la rue Saint-Maurice, la rue Saint-Mathieu, la rue Villon, la rue Marius Berliet, la plaça de l'11 de novembre de 1918, l'avinguda Paul Santy, la rue del Professeur Beauvisage i el boulevard des États-Unis. Comprèn així els barris de Laënnec, Transvaal, Mermoz i Monplaisir-la-Plaine (amb Langlet-Santy), i la part est de Monplaisir (Ville) i Le Bachut, i la part sud del sector de Grange Blanche.

| Data d'elecció                           | Identitat        | Partit | Qualitat |
| ---------------------------------------- | ---------------- | ------ | -------- |
| 1998-2014                                | Christian Coulon | PS     |          |
| les dades anteriors no són pas conegudes |                  |        |          |